# Romola Remus
Romola Remus (Chicago, 7 aprile 1900 – Chicago, 17 febbraio 1987) è stata un'attrice statunitense, nota come attrice bambina per essere stata la prima interprete al cinema del personaggio di Dorothy Gale in The Fairylogue and Radio-Plays (1908), primo adattamento cinematografico del romanzo per ragazzi Il meraviglioso mago di Oz, di L. Frank Baum.

## Biografia
Il romanzo Il meraviglioso mago di Oz, scritto da L. Frank Baum nel 1900, era già stata adattato con successo dall'autore per il teatro musicale di Broadway nel 1903. Il musical The Wizard of Oz, con musiche di Paul Tietjens e A. Baldwin Sloane e libretto di L. Frank Baum, aveva visto la sedicenne attrice Anna Laughlin nel ruolo di Dorothy Gale.
Nel 1908 fu completato, sempre sotto la direzione dell'autore, il primo adattamento cinematografico dell'opera, intitolato The Fairylogue and Radio-Plays. Il filmato, prodotto dalla Selig Polyscope, veniva presentato nel contesto di un più complesso spettacolo, che includeva musica dal vivo, proiezione di diapositive e lanterna magica. Il personaggio di Dorothy Gale fu affidato una ragazzina di otto anni, Romola Remus, mentre lo stesso L. Frank Baum interpretava il mago di Oz.
Romola Remus era nata a Chicago nel 1900. Era alle sue prime esperienze cinematografiche. Apparve poi anche in altre pellicole, ma quando gli studi cinematografici delle Selig Polyscope si trasferirono da Chicago ad Hollywood, si concluse anche la sua carriera nel mondo del cinema. Per Romola si aprirono le porte del vaudeville.
Romola era figlia di George Remus e Lillian Klauff. Il padre era coinvolto nel mondo della malavita di Chicago al tempo del Proibizionismo. Anche dopo il divorzio dei genitori nel 1918, Romola rimase molto legata al padre, anche quando, uscito di prigione dopo aver scontato una condanna di due anni per le sue attività malavitose, egli dovette difendersi in tribunale dall'accusa di aver ucciso la sua nuova moglie. Alla fine il padre sarà assolto per "temporanea insanità". Romola con il suo lavoro nel mondo dello spettacolo ne pagò le spese processuali.
Romola fu maestra di danza e musica e negli ultimi anni organista alla 12th Church of Christ Scientist di Chicago.
Il suo ruolo come la prima Dorothy Gale della storia del cinema fu a lungo dimenticato fino alla sua acclamata partecipazione nel 1984 alla 24ª convenzione degli "Ozmopolitans" a Holland (Michigan). Nel 1985 compare nel documentario The Whimsical World of Oz dedicato alla storia degli adattamenti cinematografici del romanzo di L. Frank Baum.
Muore a Chicago nel 1987, all'età di 86 anni.

## Filmografia
- The Four-Footed Hero, regia di Thomas S. Nash (1908)
- The Fairylogue and Radio-Plays, regia di Francis Boggs e Otis Turner (1908)
- Ten Nights in a Bar Room, regia di Francis Boggs (1911)